# 1966年塔什干地震
1966年塔什干地震（俄語：Ташкентское землетрясение）是指1966年4月26日05:23苏联乌兹别克苏维埃社会主义共和国塔什干的地震。震级5.1级，震中位于塔什干市中心，深度3—8（1.9—5.0英里）。地震导致塔什干80%建筑物倒塌，塔什干老城超过一半建筑物倒塌，15-200人死亡，78,000至95,000住宅被毁，300,000人无家可归。塔什干市按照苏维埃风格重建。苏联调派大量人力物力支援重建。苏联政府设立地震研究所以预报地震。地震也增加了人群的宗教信仰。
1976年地震牺牲者纪念碑在震中建成。

## 背景
塔什干处于地震活动区。1914年至1966年发生了74次3至6级地震。1866与1886年两次地震严重损毁了塔什干。
1948年阿什哈巴德地震后，塔什干面临着地震危险。震前氡气含量升高。

## 进一步阅读
- Raab, Nigel. . Jahrbücher für Geschichte Osteuropas. 2014, 62 (2): 273–294  [2022-03-07]. ISSN 0021-4019. JSTOR 43819634. （原始内容存档于2022-03-07）.